# Herrschaft Bourscheid
Die Herrschaft Bourscheid (auch Herrschaft Burscheid) war ein Territorium im Herzogtum Luxemburg, das bis zum Ende des 18. Jahrhunderts bestand. Namensgebend war die Burg Bourscheid, die auf dem Gebiet der heutigen Gemeinde Burscheid in Luxemburg lag.

## Zugehörende Ortschaften

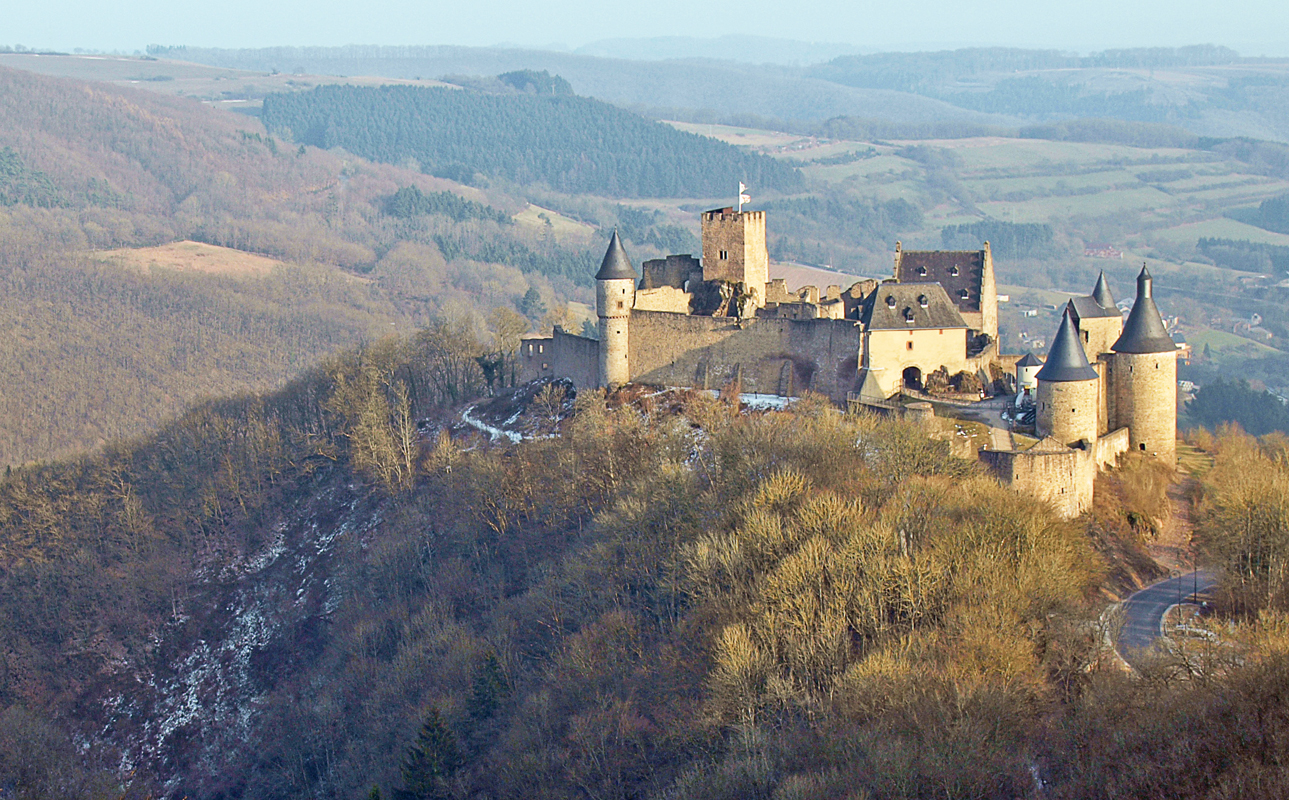
Burg Bourscheid, Luxemburg

Nach einer zusammenfassenden Übersicht über die verschiedenen Teile des Herzogtums Luxemburg gehörten zur Zeit der französischen Inbesitznahme zwölf Dörfer zur Herrschaft. Der Historiker Fabricius nennt folgende Gliederung:
- Bann Bourscheid
  - Bourscheid (heute Gemeinde in Luxemburg)
  - Kehmen, Scheidel
  - Michelau (zum Teil)
  - Welscheid
  - Bürden (heute Ortsteil von Erpeldingen, Luxemburg)
  - Warken (heute Ortsteil von Ettelbrück, Luxemburg)
- Bann Kahler
  - Kahler (heute Ortsteil von Garnich, Luxemburg)
- Bann Schankweiler
  - Holsthum (heute Ortsgemeinde im Eifelkreis Bitburg-Prüm in Rheinland-Pfalz)
  - Schankweiler mit der Schankweiler Klause (heute Ortsgemeinde im Eifelkreis Bitburg-Prüm in Rheinland-Pfalz)

Nach einer anderen Quelle gehörten auch die Orte Buschfeld, Hohscheid, Schlinder und Wirscheiterhof zur Herrschaft.

## Geschichte
Urkundlich wurde die Herrschaft Burscheidt erstmals im Jahr 1233 erwähnt. Bezüglich der Besitzverhältnisse bis zum Ende des 18. Jahrhunderts ist die Geschichte der Herrschaft Bourscheid eng mit der Geschichte der Burg Bourscheid verbunden. Die Landeshoheit hatte das Herzogtum Luxemburg, nach der verwaltungsmäßigen Neugliederung des zu Österreich gehörenden Herzogtums durch Maria Theresia gehörte die Herrschaft zum Quartier Diekirch.
Im Jahr 1794 hatten französische Revolutionstruppen die Österreichischen Niederlande, zu denen das Herzogtum Luxemburg gehörte, besetzt und im Oktober 1795 annektiert. Unter der französischen Verwaltung wurde das Gebiet dem Arrondissement Diekirch im Departement der Wälder zugeordnet. Der Bann Schankweiler mit den Gemeinden Holsthum und Schankweiler kamen zum Kanton Vianden, das übrige Gebiet zum Kanton Diekirch.
Aufgrund der auf dem Wiener Kongress getroffenen Vereinbarungen kamen die Gemeinden Holsthum und Schankweiler zum Königreich Preußen und wurden 1816 dem Kreis Bitburg im Regierungsbezirk Trier zugeordnet. Die übrigen Gemeinden kamen zum Großherzogtum Luxemburg.